# Hendrik Hooft

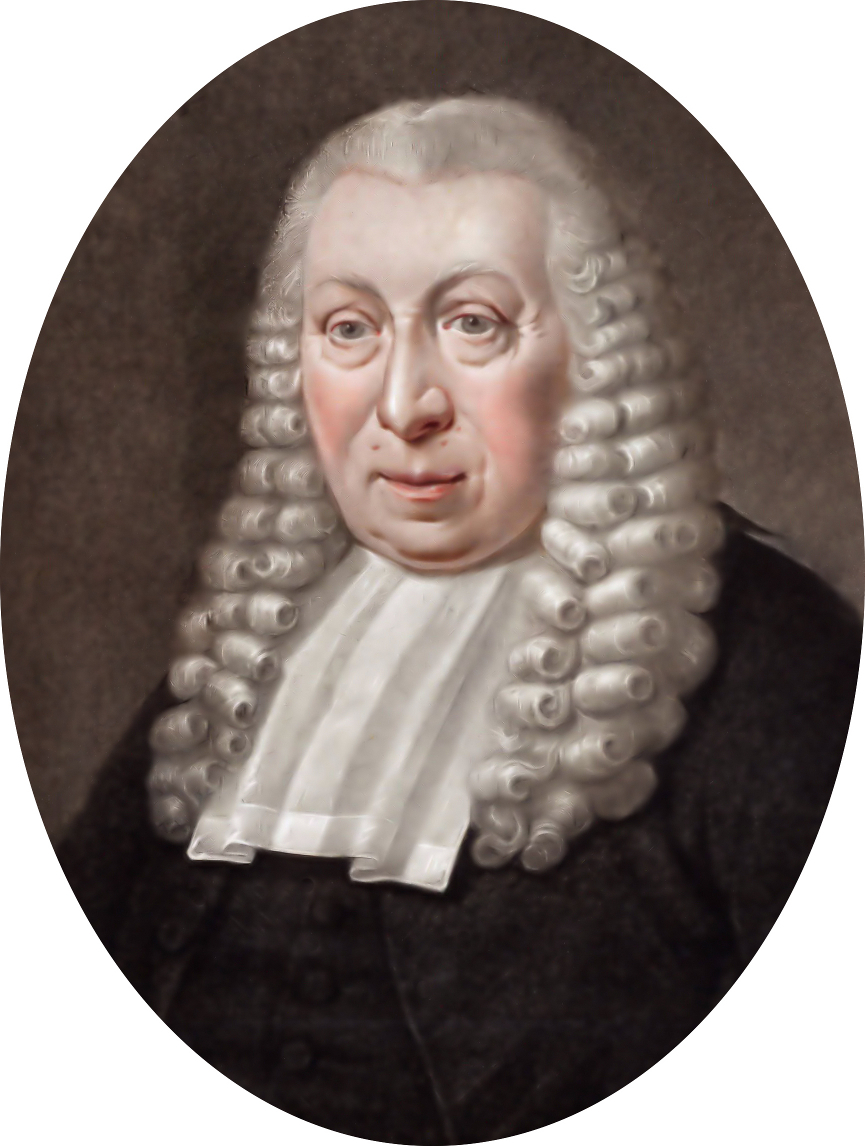
Hendrik Danielsz Hooft

Hendrik Danielsz Hooft (* 23. Juni 1716 in Amsterdam; † 24. August 1794 auf dem Gut Valk-en-Heining bei Loenersloot) war ein Amsterdamer Regent, der zwischen 1769 und 1787 achtmal als regierender Bürgermeister genannt wurde. Ebenfalls fungierte Hooft als Ambachtsherr von Urk sowie als Hoogheemraad der niederländischen Deichverwaltung.

## Biografie
Unterartikel: Regent von Amsterdam
Der Sohn von Daniel Gerritszoon Hooft (1675–1643) und Sophia Maria Reael (1687–1724) war in der Mitte des 18. Jahrhunderts einer der erfolgreichsten Bankiers und Kaufleute, welche an der Amsterdamer Börse handelten. Er gehörte somit der aristokratischen Familie Hooft an. Hendrik Hooft war zudem Besitzer von zwei Kaffeeplantagen in der Kolonie Berbice, in denen viele Sklaven gehalten wurden. Verheiratet war er mit Anna Adriana Smissaert tot Sandenburg, eine ihrer Töchter, Hester Hooft, verheiratete sich im Jahre 1786 mit dem niederländischen Admiral Jan Hendrik van Kinsbergen, Graf von Doggersbank.
Hendrik Hooft stand gemeinsam mit Joan Derk van der Capellen tot den Pol, Rutger Jan Schimmelpenninck und Jan Bernd Bicker an der Spitze der holländischen Patriotenbewegung, welche ab 1781 großen Zuspruch in der vorwiegend jungen, republikanisch gesinnten Bevölkerung erfuhr. Ihr Bestreben richtete sich gegen den vermehrt monarchischen Machtanspruch des Hauses Oranien-Nassau und hatte eine Wiedereinführung einer starken republikanischen Regierung – wie es in der Zeit von Johan van Oldenbarnevelt und Johan de Witt der Fall war – zum Ziel. Hooft wurde von seinen Mitstreitern ehrfurchtsvoll als Vader Hooft tituliert.
Im Jahre 1787 – nach dem Einfall der preußischen Truppen in den Niederlanden und der Wiedereinsetzung des Erbstatthalters Wilhelm V. von Oranien – traten Hendrik Hooft, der oben erwähnte Jan Bernd Bicker, Carel Wouter Visscher, Cornelis van Foreest, Martinus van Toulon, Gerrit II de Graeff und diverse andere in der holländischen Regierung und deren Städten stehenden Personen aus ihren Ämtern zurück. Nach einer Reise, welche ihn nach Rouen und Paris führte, verlebte Hooft seinen Lebensabend auf seinem Landsitz Valk-en-Heining in der Nähe von Loenersloot.
Sein Grab befindet sich in der ehemals Hooftschen Domäne Vreeland.
| Vorgänger                               | Amt                                              | Nachfolger |
| --------------------------------------- | ------------------------------------------------ | --- |
| Gerrit Hooft und Egbert de Vry Temminck | Regent und Bürgermeister von Amsterdam 1769–1787 | Mit dem Einmarsch der preußischen Truppen und der Wiedereinsetzung der oranischen Erbstatthalter endete die politische Vormachtstellung des Amsterdamer Regentenpatriziats. |

| Personendaten    | Personendaten                                |
| ---------------- | -------------------------------------------- |
| NAME             | Hooft, Hendrik                               |
| ALTERNATIVNAMEN  | Hooft, Hendrik Danielsz (vollständiger Name) |
| KURZBESCHREIBUNG | Bürgermeister von Amsterdam                  |
| GEBURTSDATUM     | 23. Juni 1716                                |
| GEBURTSORT       | Amsterdam                                    |
| STERBEDATUM      | 24. August 1794                              |
| STERBEORT        | Gut Valk-en-Heining bei Loenersloot          |